# 田村孝之介

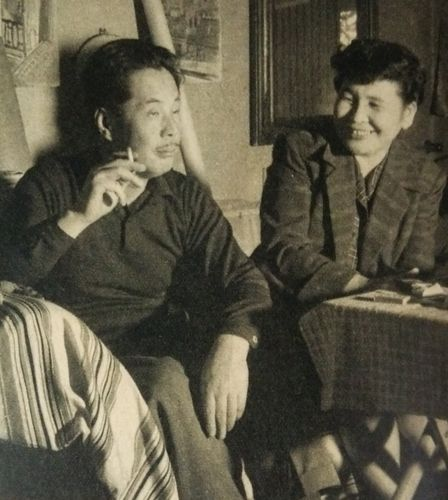
妻・ふきとともに（1954年）

田村 孝之介（たむら こうのすけ、1903年9月8日 - 1986年6月30日）は、日本の洋画家。文化功労者。

## 経歴
1903年（明治36年）大阪市生まれ。本名・大西孝之助。
1920年（大正9年）太平洋画会研究所に入所、その後に信濃橋洋画研究所で小出楢重に師事。1926年（大正15年）二科展に『裸婦』が初入選。1926年（昭和2年）全関西洋画展で『裸女習作』『蔬果静物』が入選。
1939年（昭和14年）の二科展には傷痍軍人をいたわる看護婦を描いた「岩陰」を出品題材も戦時色を強めた。
第二次世界大戦後の1946年（昭和21年）には大阪市立美術館付設美術研究所で小磯良平などと後進への指導を行う。1947年（昭和22年）二紀会創立に参加し、1952年（昭和27年）初めてヨーロッパに渡る。
1974年（昭和49年）二紀会理事長。
1977年（昭和52年）神戸市灘区にあった自宅に六甲洋画研究所(後の神戸二紀)を設立。過去の生徒であった中西勝らも加わり、後進の指導に当たる。
1985年（昭和60年）文化功労者。
1986年（昭和61年）6月30日、胃潰瘍のため東京都渋谷区の中央鉄道病院で死去。
次男は洋画家の大西甲二。孫はドラマーの大西英雄。

## 著書
- 『絵にしたる歴史の裏』（編、輝文館） 1926
- 『スケッチの技法』（美術出版社） 1958
- 『大阪 我がふるさとの……』（藤沢桓夫共著、中外書房） 1959
- 『田村孝之介画集』（日動出版部） 1977
- 『セニョリータ』（毎日新聞社） 1984
- 『フランス人形』（毎日新聞社） 1984

## 関連人物
- 永田禎彌（弟子）<禎彌の禎は、示貞>